# Berliet H
Der Berliet H war ein Pkw von Berliet in Lyon aus dem Jahr 1905.

## Geschichte und Technik
Der Wagen hatte einen Vierzylindermotor, der mit unterschiedlichem Hubraum gebaut wurde, ein Vierganggetriebe mit Rückwärtsgang und Kettenantrieb
an die Hinterachse. Die Fußbremse wirkte mit Seilzug auf die Hinterräder. Das Fahrzeug hatte Rechtslenkung.
Der Berliet H erhielt die allgemeine Betriebserlaubnis vom zuständigen Inspecteur des Mines am 11. Juni 1905. Das Fahrzeug war in drei Motorvarianten lieferbar. Wenige Monate später, jedenfalls auch noch im Jahr 1905, erschien die verbesserte Variante H modifié. Worin die Modifizierungen dieses Typs bestanden, ist den zur Verfügung stehenden Quellen nicht zu entnehmen; bekannt ist lediglich, dass der modifizierte Typ im Gegensatz zum Typ H auch in einer kleinen Variante mit 2,4-Liter-Motor lieferbar war.
Ein Berliet H ist im Conservatoire der Fondation Berliet erhalten.

## Varianten
Es gab von den hier behandelten zwei Typen vier Varianten, deren Motordaten der
folgenden Übersicht entnommen werden können. Eine Publikation über alle bei Berliet gebauten Typen mit ihren Varianten gibt es nicht. Die Daten sind im Wesentlichen den Anträgen auf Erteilung einer allgemeinen Betriebserlaubnis entnommen. Diese Anträge sind alle erhalten und in der Fondation Berliet in Lyon einsehbar und durchnummeriert.
| Typ         | Zyl. | Bohrg. | Hub | Hubr. | /min | CV    | CV      | Fahrzeug-    |
|             | Zahl | mm     | mm  | cm³   | max  | fisc. | reelles | Baureihe     |
| ----------- | ---- | ------ | --- | ----- | ---- | ----- | ------- | ------------ |
| H modif.    | 4    | 80     | 120 | 2413  | 900  | 12    | 14      | Berliet 14HP |
| H, H modif. | 4    | 100    | 120 | 3770  | 900  | 16    | 22      | Berliet 22HP |
| H, H modif. | 4    | 120    | 140 | 6333  | 800  | 24    | 40      | Berliet 40HP |
| H, H modif. | 4    | 140    | 140 | 8621  | 800  | 35    | 60      | Berliet 60HP |